# 堪薩斯州第二國會選區
堪薩斯州第二國會選區是美国堪薩斯州的四個國會選區之一，現任眾議員為共和黨的傑克·拉特納。